# 訃報 1993年2月
訃報 1993年2月（ふほう 1993ねん2がつ）では、1993年（平成5年）2月中に物故した、又は物故が報じられた人物についてまとめる。

## （1日 - 14日）

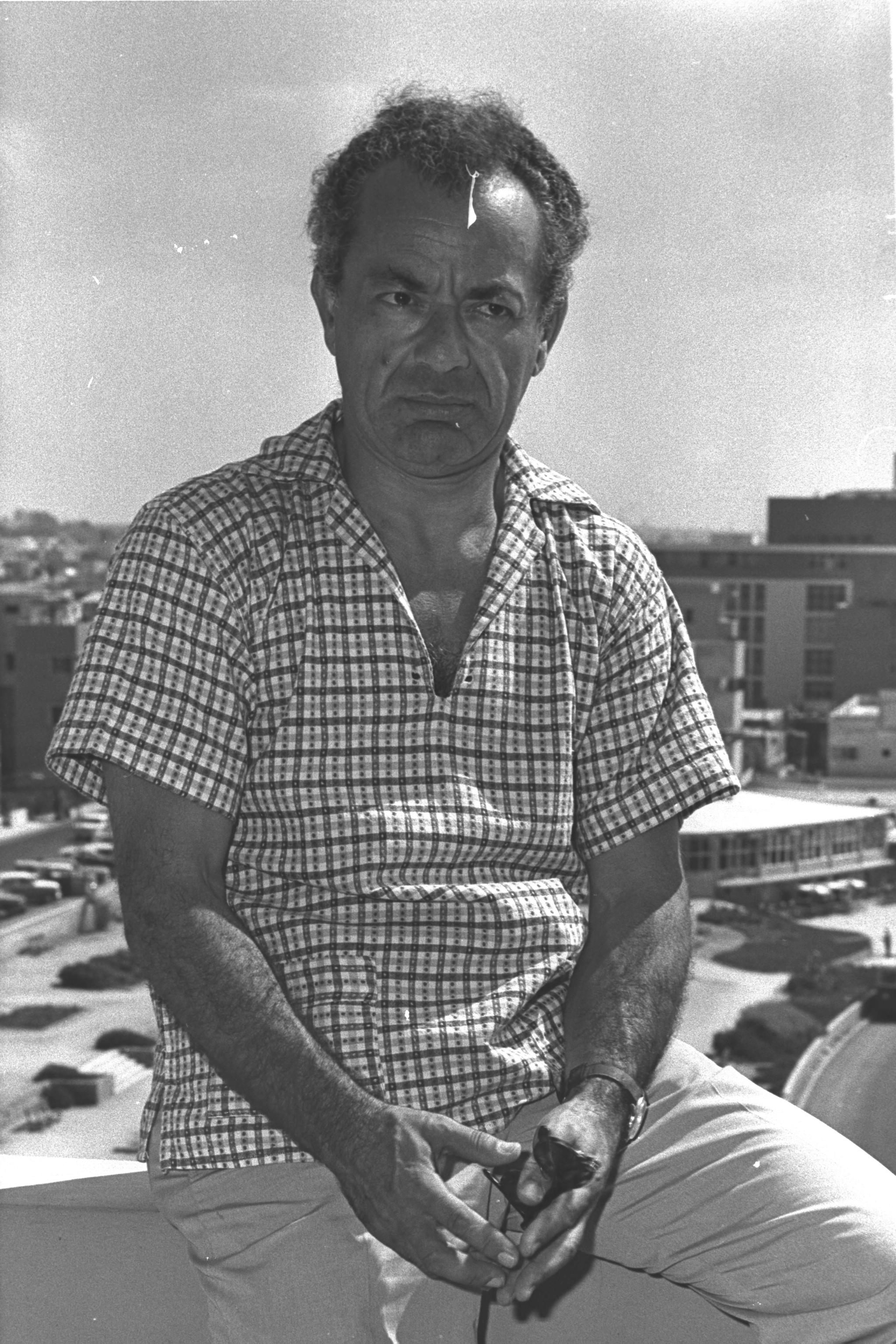
アレクサンダー・シュナイダー / 2月2日没

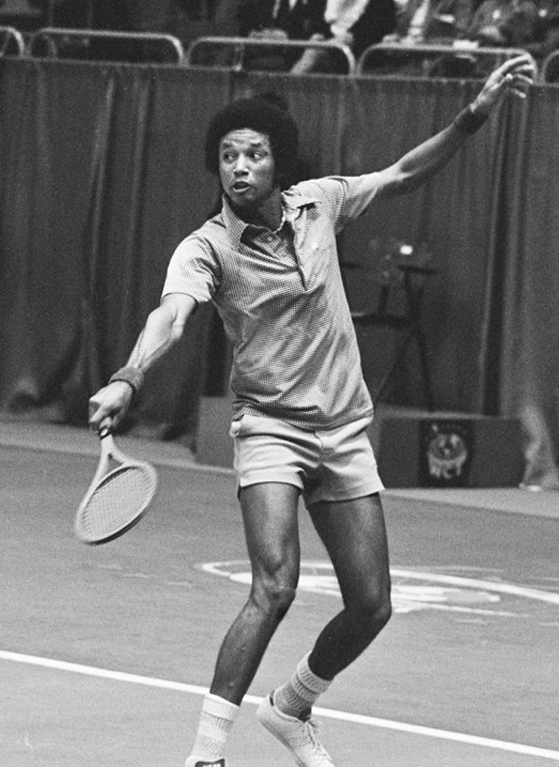
アーサー・アッシュ / 2月6日没

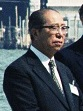
大来佐武郎 / 2月9日没

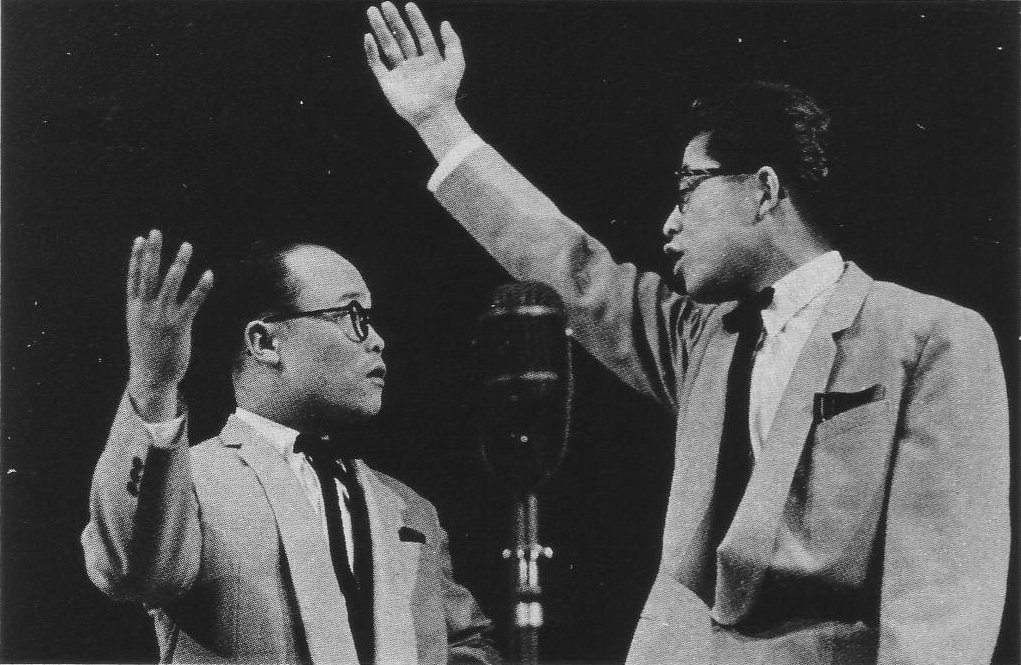
瀬戸わんや（左） / 2月10日没

- 2月2日 - 田丸仁、元プロ野球監督（* 1926年）
- 2月2日 - アレクサンダー・シュナイダー、ヴァイオリニスト、指揮者（* 1954年）
- 2月6日 - アーサー・アッシュ、テニスプレイヤー（* 1943年）
- 2月9日 - 大来佐武郎、元外務大臣（* 1914年）
- 2月10日 - 瀬戸わんや、漫才師（* 1926年）
- 2月11日 - 小林郁、松下電工代表取締役副会長（* 1918年）
- 2月11日 - オクサナ・コスティナ、新体操選手（* 1972年）
- 2月12日 - ジェームス・バルガー、イギリスで起きた誘拐殺人事件の被害幼児 (* 1990年)
- 2月13日 - 青山杉雨、書家（* 1912年）

## （15日 - 28日）

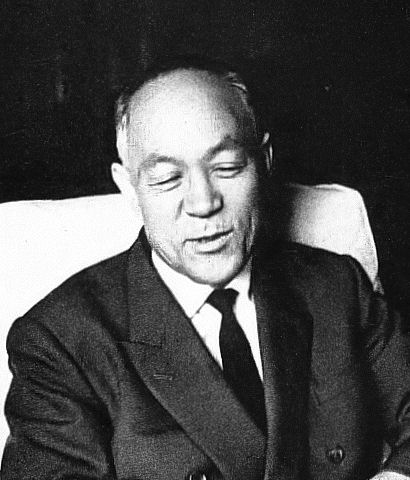
横田喜三郎 / 2月17日没

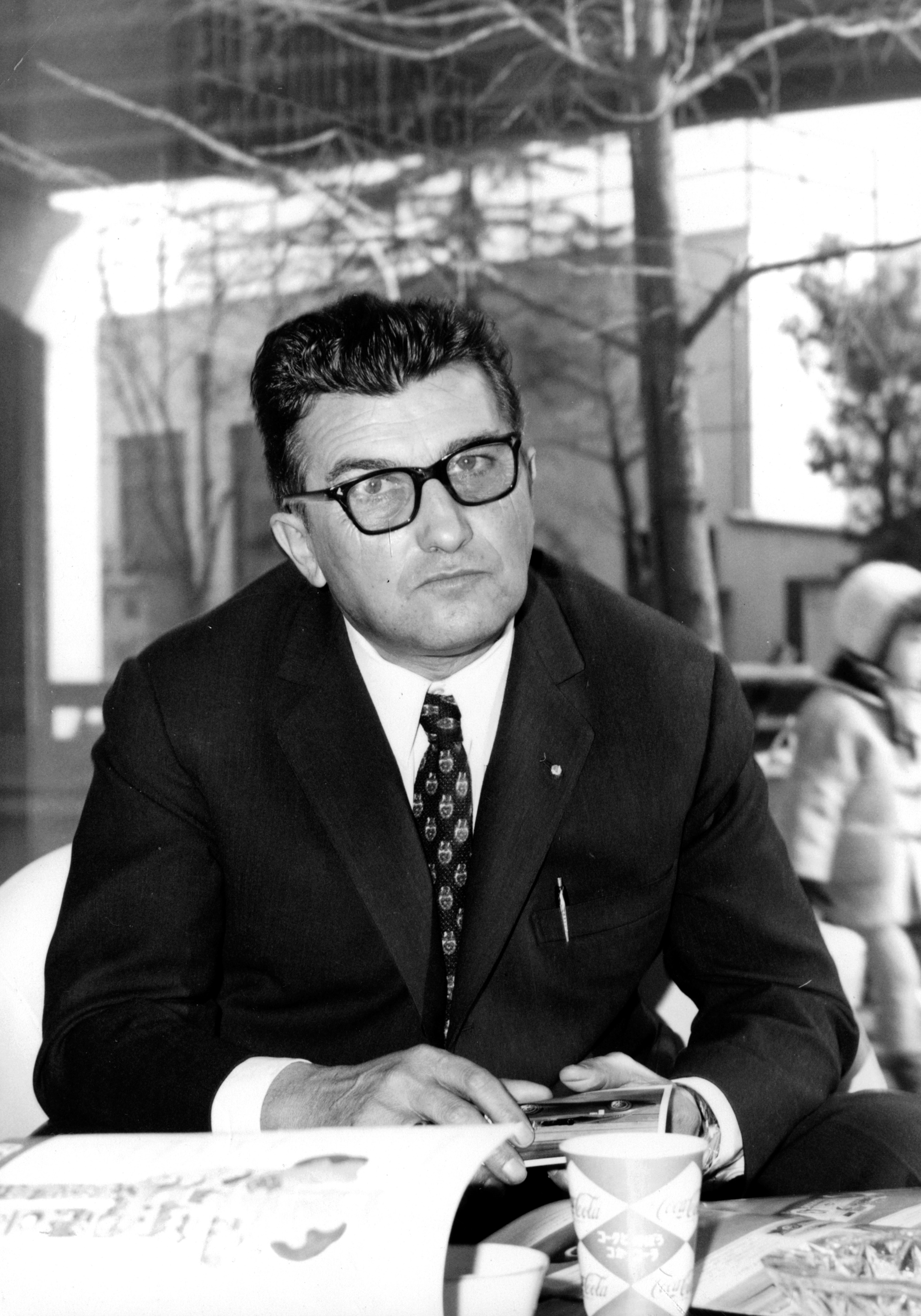
フェルッチオ・ランボルギーニ / 2月20日没

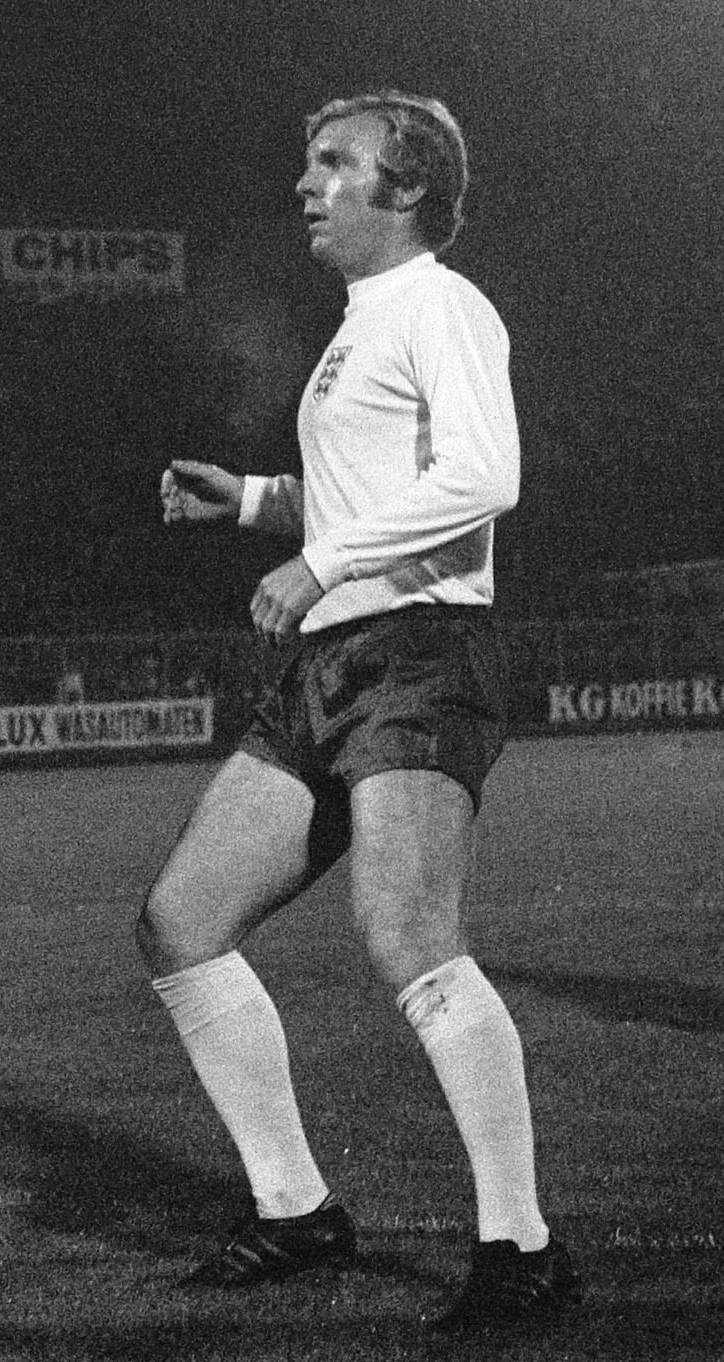
ボビー・ムーア / 2月24日没

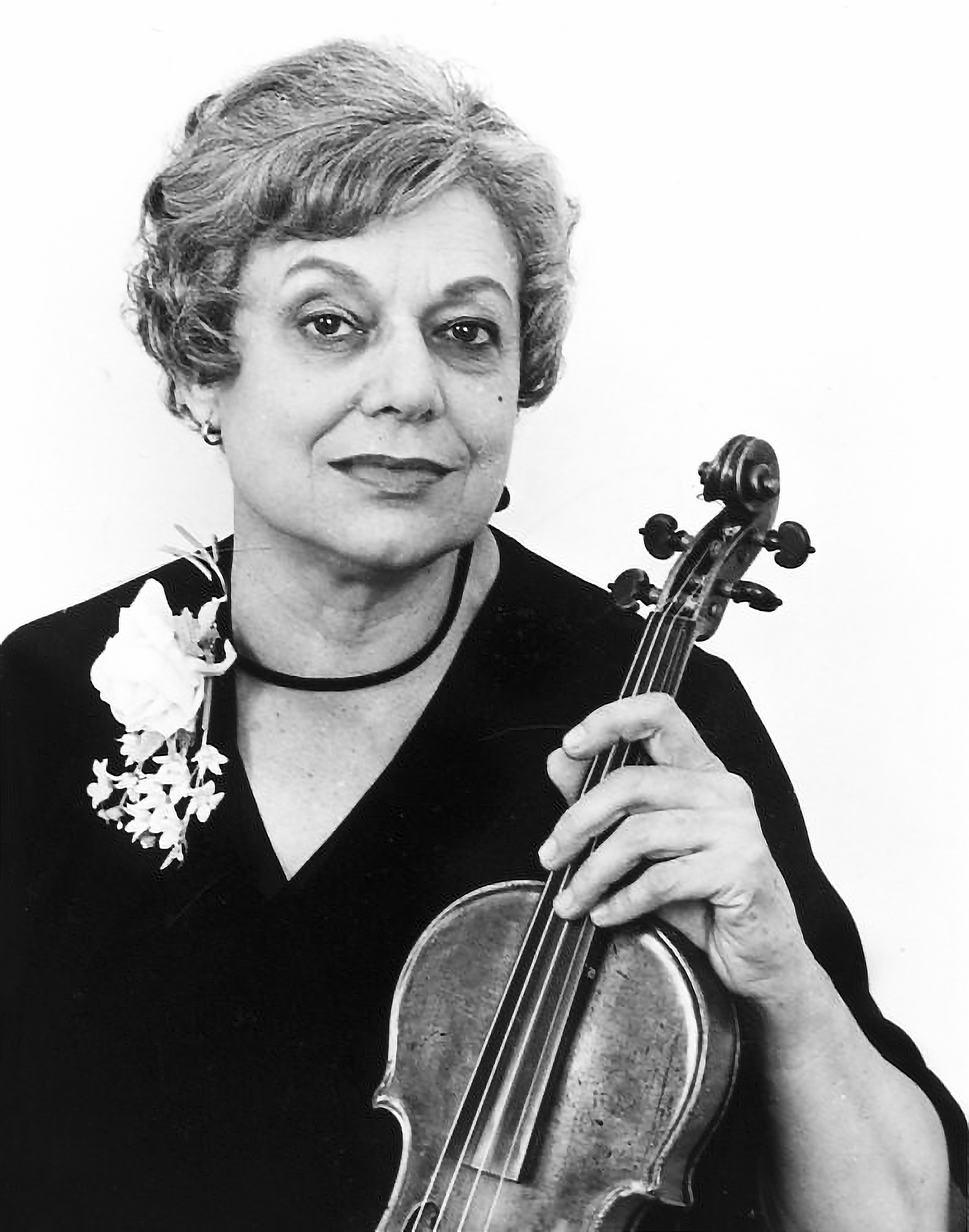
ピーナ・カルミレッリ / 2月26日没

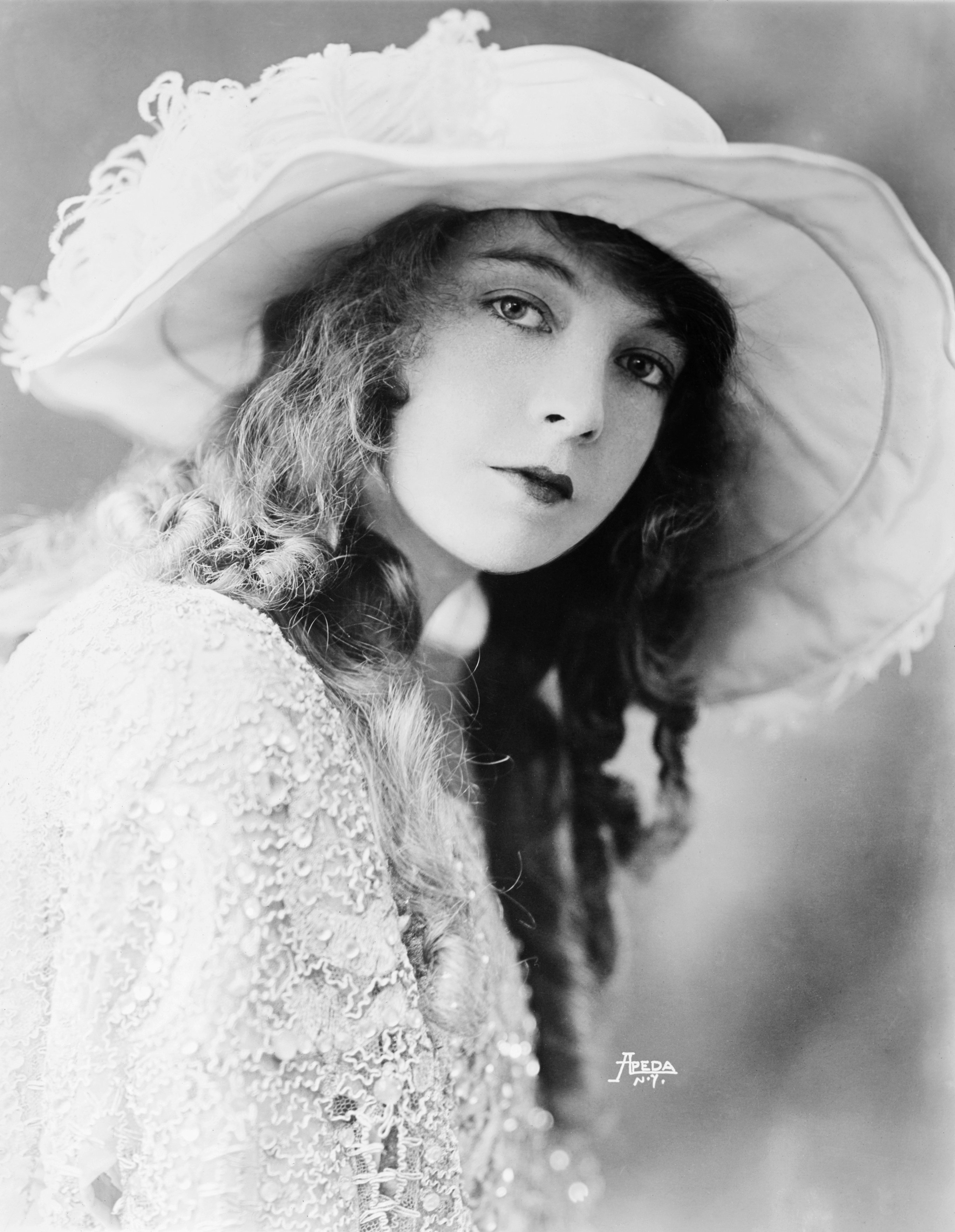
リリアン・ギッシュ / 2月27日没

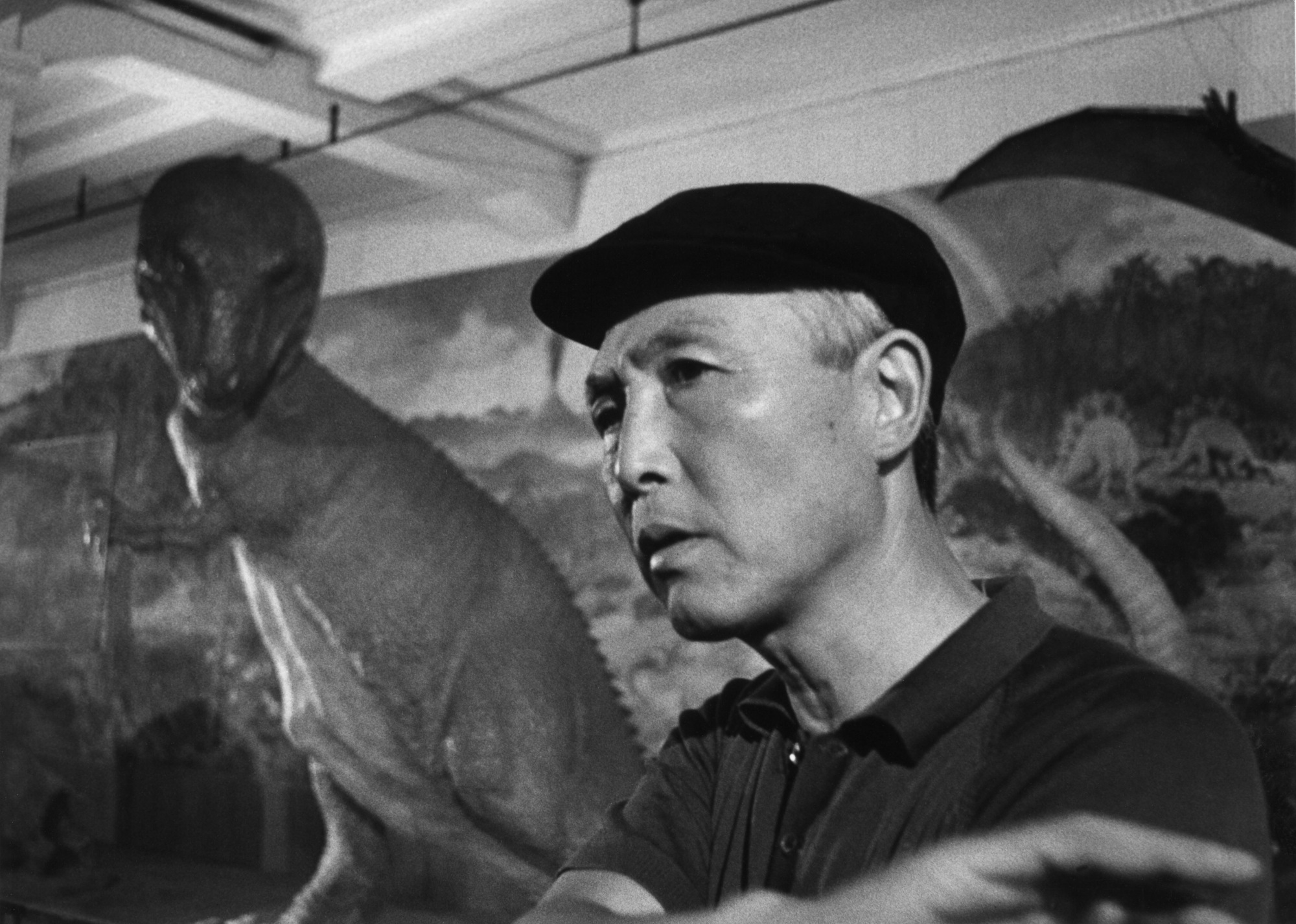
本多猪四郎 / 2月28日没

- 2月15日 - 石橋犀水、書家（* 1896年）
- 2月16日 - 岡潤一郎、騎手（* 1968年）
- 2月17日 - 横田喜三郎、第3代最高裁判所長官（* 1896年）
- 2月18日 - ケリー・フォン・エリック、プロレスラー（* 1960年）
- 2月20日 - フェルッチオ・ランボルギーニ、ランボルギーニ創業者（* 1916年）
- 2月24日 - ボビー・ムーア、元サッカー選手、サッカー指導者（* 1941年）
- 2月25日 - 安房直子、児童文学作家（* 1943年）
- 2月26日 - 佐藤一郎、大蔵官僚、政治家、元経済企画庁長官（* 1913年）
- 2月26日 - ピーナ・カルミレッリ、ヴァイオリニスト（* 1914年）
- 2月27日 - リリアン・ギッシュ、女優（* 1893年）
- 2月28日 - 本多猪四郎、映画監督（* 1911年）